# Ludwig Wüst
Ludwig Wüst (né en 1965 en Bavière) est un réalisateur, scénariste et producteur autrichien.

## Biographie
Wüst a étudié le théâtre et le chant à l'Université de musique et des arts du spectacle de Vienne. Il a travaillé comme directeur de théâtre à Francfort, Berlin, à l'Opéra de Leipzig et à Vienne (entre autres Wiener Festwochen et Traumnovelle d'Arthur Schnitzler à l'Hôtel Orient, un hôtel de passe à Vienne). Pendant ses années au théâtre, il a également écrit des pièces, comme Erika Mann. Ich war ein sehr gebranntes Kind pour le Festival de Vienne, Ägyptische Finsternis, d'après un texte d'Ingeborg Bachmann, que Wüst adaptera plus tard en film, ou Zu jener Zeit, l'histoire d'une femme qui est chargée de donner naissance au Sauveur et décide d'avorter l'enfant. La première prévue le 24 décembre 1996 a provoqué un scandale et une interdiction temporaire de représentation. Le lendemain, après des négociations avec l'église, la politique et l'organisateur, la pièce a pu être jouée pour la première fois.
En 1998, Ludwig Wüst participe comme acteur à la première de 6-Tages-Spiels d'Hermann Nitsch. Plus tard, Wüst s'est tourné vers le cinéma. Son premier long métrage Koma a été réalisé en 2009 et a reçu de nombreuses bonnes critiques. Parallèlement à la sortie officielle en salle en Autriche, une sortie européenne a eu lieu sous forme de vidéo à la demande sur Internet. Le langage cinématographique de Wüst a été comparé, pour son réalisme et son intransigeance, à Michael Haneke, Ulrich Seidl ou les frères Dardenne[source insuffisante].
Wüst a tourné le moyen métrage Tape End (2011) en un seul plan, 60 minutes sans montage, en étant lui-même absent pendant le tournage et en laissant les acteurs seuls avec ses instructions. Cette même année, Wüst a sorti son court métrage Pasolinnicode02112011 sur son propre site web le 2 novembre 2011, anniversaire de la mort de Pier Paolo Pasolini, sur son propre site. Il a ensuite été lancé dans des festivals de cinéma et présenté sous forme d'installation vidéo à la Kunsthalle Wien.
Le film Das Haus meines Vaters a été présenté pour la première fois en 2013 au 21er Haus, le Musée d'art du XXIe siècle à Vienne. La première internationale a eu lieu au festival du film de Karlovy Vary. D'une part, le film est une œuvre indépendante, d'autre part, c'est le film pilote de la trilogie Heimatfilm. Le deuxième film de la trilogie, Abschied, a été présenté au Musée autrichien du film après sa première à Karlovy Vary en 2014 avec Das Haus meines Vaters. La finale de la trilogie, Heimatfilm, a été présenté à Graz sur la Diagonale en 2016. Heimatfilm est un film d'anthologie qui utilise différents médias cinématographiques pour raconter différents projets de vie, différentes générations et la recherche d'identité.
Le film Aufbruch de Wüst a été présenté pour la première en 2018 au forum de la Berlinale. Aufbruch est sorti en DVD avec Das Haus meines Vaters en 2019 par l'éditeur Der österreichische Film. Le cinéma Arsenal de Berlin a présenté une rétrospective des films de Ludwig Wüst en 2019. La rétrospective Theater, Kino, Holzarbeit du festival Diagonale de la même année traitait pour la première fois l'ensemble de l'œuvre de Wüst, aussi bien son travail cinématographique et théâtral que son travail de menuisier. À cette occasion, Wüst a mis en scène la pièce de théâtre Fräulein Julie d'August Strindberg dans le cadre d'une coopération entre le festival du film et le Théâtre de Graz.
Le film 3.30 PM a été tourné exclusivement par caméra-piéton et a suivi le concept déjà mis en place avec Tape End, selon lequel le réalisateur n'est pas présent pendant le tournage. La première a eu lieu en 2020 au Festival international du film de Jeonju, en Corée du Sud. D'autres premières ont suivi à la Viennale et au Festival international du film de Hof dans le cadre d'un focus sur Ludwig Wüst. Pour son concept de caméra innovant et radical, Wüst a reçu le Prix de la meilleure composition artistique de l'image de la Diagonale.
Dans son travail suivant, Wüst expérimente à nouveau le format et choisit pour la première fois le film. I Am Here ! a été tourné sur 16 mm et a été présenté pour la première fois en 2023 au Festival international du film de Rotterdam. Lors de la Diagonale, Wüst a reçu le prix du film analogique Kodak. Lors de la Festival international du film Filmadrid, Wüst a reçu le prix du meilleur film. La même année, ABC a été présenté au Festival international du film de Hof.
En 2024, #LOVE a également été présenté pour la première fois au Festival international du film de Hof. Le film mélange différents genres, styles et formats, comme des écrans partagés, des perspectives en caméra subjective ou un dialogue par vidéophonie.
En 2025, le Metro-Kino de Vienne présente pendant un mois une rétrospective de son œuvre, qui donne un aperçu de douze de ses travaux.

## Filmographie

### Longs métrages
- 2009 : Koma
- 2013 : Das Haus meines Vaters
- 2014 : Abschied
- 2015 : (sans titre) (ohne titel)
- 2016 : Heimatfilm
- 2018 : Aufbruch
- 2020 : 3.30 PM
- 2023 : I Am Here !, ABC
- 2024 : #LOVE

### Courts et moyens métrages
- 2002 : Ägyptische Finsternis
- 2005 : Nahaufnahme
- 2006 : Zwei Frauen
- 2011 : Tape End
- 2012 : Pasolinicode02112011

### Documentaire
- 2007 : Bon Voyage

## Distinctions
- 2009 : Festival international du film du Tamil Nadu: Meilleur film pour Koma
- 2021 : Diagonale Graz: Prix de caméra - Prix de la meilleure conception d'image artistique pour 3.30 PM
- 2023 : Diagonale Graz: Prix du film analogique Kodak pour I Am Here !
- 2023 : Festival international du film Filmadrid: Meilleur film pour I Am Here !

## Spectacles d'art
- 2014 : Werkstattkino Munich, exposition
- 2017 : KommKino Nuremberg, exposition
- 2019 : Cinéma Arsenal Berlin, rétrospective
- 2019 : Film Festival Diagonale, rétrospective en coopération avec le Théâtre de Graz
- 2025 : Metro-Kino Vienne, rétrospective